# Энглер, Генри
Генри Вилли Энглер Головченко (исп. Henry Willy Engler Golovchenko, род. 11 ноября 1946) — уругвайский левый политический деятель украинского происхождения, нейробиолог и член руководства Тупамарос. Проведя 13 лет в заключении при диктаторском режиме, выехал в Швецию, где получил докторскую степень в Университете Уппсалы.